# Заслуженный строитель Украины
Заслуженный строитель Украины (укр. Заслужений будівельник України) — государственная награда Украины — почётное звание, присваиваемое Президентом Украины согласно Закону Украины «О государственных наградах Украины». До 2001 года — заслуженный строитель Украинской ССР.

## Положение о почётном звании
В соответствии с Положением о почётных званиях Украины, почётное звание «Заслуженный строитель Украины» присваивается рабочим, специалистам и руководителям строительных организаций, предприятий промышленности строительных материалов, предприятий и организаций по строительству, ремонту и содержанию автомобильных дорог, работникам научно-исследовательских и проектных институтов, конструкторских бюро и лабораторий и другим работникам, работающим в области строительства, за значительные успехи в выполнении производственных заданий, повышении производительности труда, улучшении качества и снижении себестоимости строительных материалов, за внедрение современных прогрессивных методов и технологий строительства.
Лица, представляемые к присвоению почётного звания «Заслуженный строитель Украины», должны иметь высшее или профессионально-техническое образование.
Присвоение почётного звания производится указом Президента Украины. Почётное звание может быть присвоено гражданам Украины, иностранцам и лицам без гражданства.
Присвоение почётного звания посмертно не производится.

## Описание нагрудного знака
- Нагрудный знак аналогичен нагрудным знакам других почётных званий Украины категории «заслуженный».
- Нагрудный знак к почётному званию «Заслуженный строитель Украины» имеет форму овального венка, образованного двумя ветвями лавровых листьев. Концы ветвей внизу обвиты лентой. В середине венка помещен фигурный картуш с надписью «Заслужений будівельник». Картуш венчает малый Государственный Герб Украины.
- Лицевая сторона нагрудного знака выпуклая. Все изображения и надписи рельефные.
- На оборотной стороне нагрудного знака — застежка для прикрепления к одежде.
- Нагрудный знак изготавливаются из серебра.
- Размер нагрудного знака: ширина — 35 мм, длина — 45 мм.